# Tekeze
A Tekeze folyó Északkelet-Afrikában. Egy szakaszon Etiópia és Eritrea határfolyója. Alsó szakaszán Setit néven is nevezik. Kanyonja meghaladja a 2000 méteres mélységet, ami Afrikában a legmélyebb, és világviszonylatban is kiemelkedő.

## Futása
A Tekeze hossza 608 km. Az Etióp-magasföld középső részén a Qachen-hegységben ered, Weldiya városától északnyugatra. Nyugat, majd észak felé folyik, elhalad a Semien-hegység, s benne Etiópia legmagasabb csúcsa, a Rász-Dasen keleti lábánál. Ezután északnyugat felé fordul, kb. 150 km-en határt képez Etiópia és Eritrea között, majd nyugat felé fordulva éri el kb. 100 km-rel a szudáni határ után Tomat városkánál az Atbara folyót.

## Megismerése
A helyi hagyomány szerint a folyó forrásvidékén, az Eyela Kudus Michael templomban van elhelyezve a Frigyláda. A folyó első említése a 4. századból való Kemalke néven, Ezana akszúmi király az egyik gázlójánál aratott győzelmet. A folyó mentén fontos útvonal haladt Etiópiából Egyiptomba.

## Hasznosítása
Az etióp kormány 2002-ben jelentette be, hogy a folyón kínai segítséggel egy 225 MW teljesítményű vízerőmű építését tervezi. Az építkezés eredetileg 224 millió USA dollárba került, és öt évre tervezték. 2007 decemberében a projekt 82%-os készültségi szinten állt, végül 2009 februárjában készült el 360 millió dollárból. Átadásakor Afrika legnagyobb ilyen típusú gátja lett.
A kettős-íves gát 188 m magas, és 9 millió m³ víz tárolására alkalmas. A víztározóban tízféle hal és krokodilfaj tenyésztését tervezik, és a környéken 60.000 ha földterület öntözése válik lehetővé. A villamosenergia-exportjával pedig jelentős bevételeket érhet el az ország.

## Mellékfolyói
Jobb oldali mellékfolyói:
1. Tahali
2. Meri
3. Sellare
4. Sullo
5. Arekwa
6. Gheoa
7. Wari
8. Firafira
9. Tocoro
10. Gumalo

Bal oldali mellékfolyói:
1. Nili
2. Balagas
3. Saha
4. Bembea
5. Ataba
6. Zarima
7. Kwalema

## Fordítás
- Ez a szócikk részben vagy egészben  a   Tekezé River című angol Wikipédia-szócikk fordításán alapul.  Az eredeti cikk szerkesztőit annak laptörténete sorolja fel. Ez a jelzés csupán a megfogalmazás eredetét és a szerzői jogokat jelzi, nem szolgál a cikkben szereplő információk forrásmegjelöléseként.